# Kirche Rausdorf

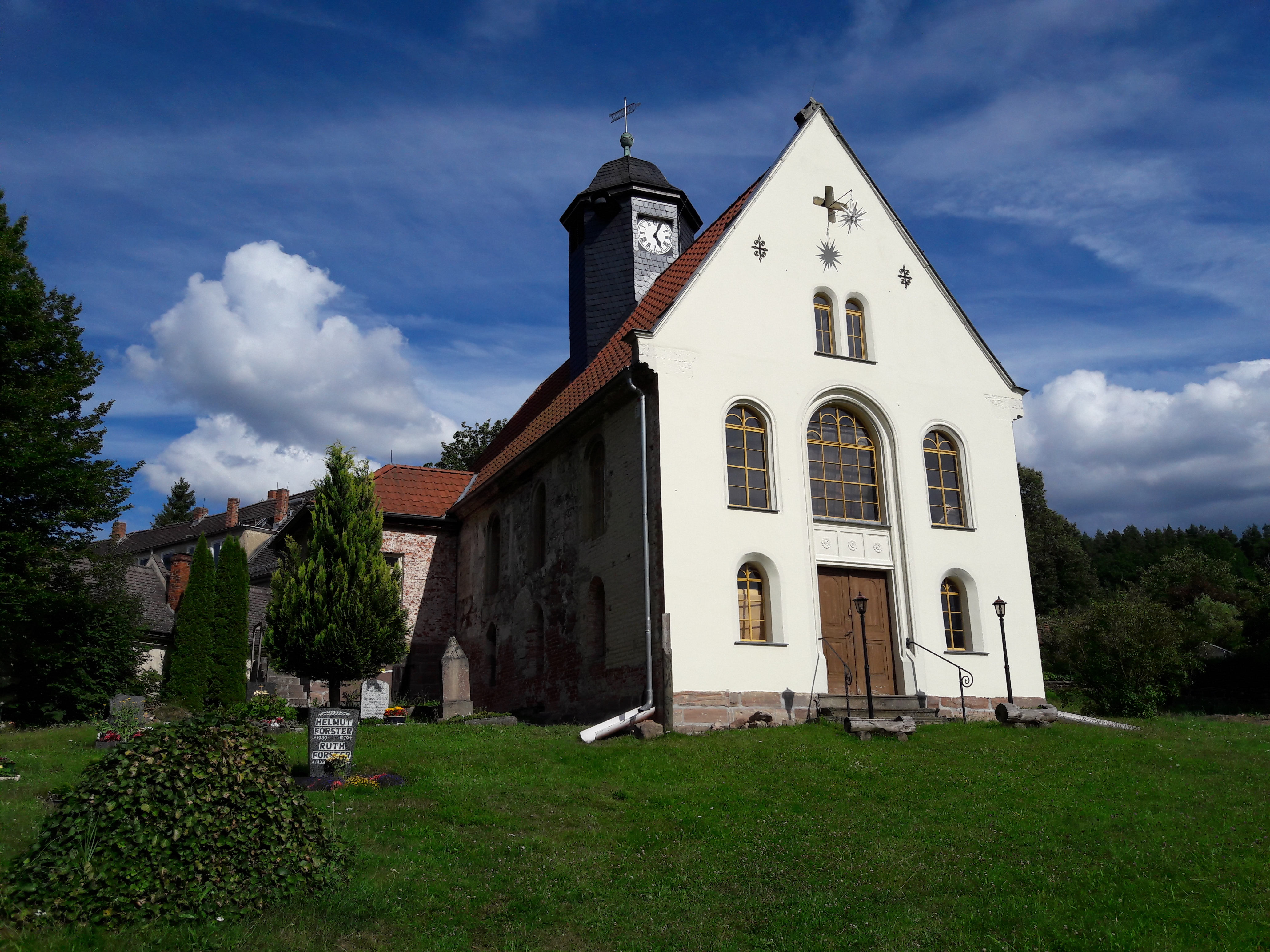
Kirche Rausdorf (2017)

Die evangelisch-lutherische, denkmalgeschützte Kirche Rausdorf steht in Rausdorf, einer Gemeinde im thüringischen Saale-Holzland-Kreis. Der Gemeindeteil Rausdorf gehört zur Kirchengemeinde Großbockedra im Pfarrbereich Trockenborn im Kirchenkreis Eisenberg der Evangelischen Kirche in Mitteldeutschland.

## Geschichte und Beschreibung
Das Kirchdorf um das Rittergut war Filial der Kirchgemeinde Großbockedra, die Kirche stand wohl ab dem 13. Jahrhundert unter dem Patronat der Rausdorfer oder Großbockedraer Gutsbesitzer.
Erwähnt wird sie im Zusammenhang mit einem Kleinadeligen namens Holt von Ruwinsdorf, dem das Gut 1378 gehörte. 1695 bauten die von Tümplings (wohl eine Nebenlinie derer, die in Tümpling bei Camburg saßen) die Kirche weitgehend neu auf.
1865 erfolgte der Umbau in ihre heutige Gestalt. Der Rechteckbau der Saalkirche, deren Walmdach ein Dachreiter mit welscher Haube ziert, erhielt an der Westseite die Vorhalle mit dem markanten Giebel. Die wenigen Fenster wurden damals zugemauert und Öffnungen für acht kleine und zehn größere Rundbogenfenster ins Mauerwerk gebrochen, die seither das neoromanische Äußere des Bauwerks prägen und viel Licht in das Innere bringen. Die Saalkirche wurde also 1865 im Rundbogenstil umgestaltet, mit Rundbogenfenstern ausgestattet und um eine Fensterachse nach Westen verlängert. In der Giebelwand befindet sich das Portal.
Das Kirchenschiff ist mit einem abgewalmten Satteldach bedeckt, aus dem sich ein achtseitiger schiefergedeckter Dachreiter erhebt, der mit einer gedrungenen Haube versehen ist. Das Portal befindet sich auf der Giebelseite im Westen.
Im Norden ist im 18. Jahrhundert ein zweigeschossiger Anbau für die Patronatsloge entstanden. Die dreiseitigen Emporen stammen ebenfalls aus dem 18. Jahrhundert. Der Ostteil des Kirchenschiffs wird durch den Kanzelaltar in neugotischer Form, der die ganze Raumbreite einnimmt, abgetrennt.

## Jüngere Vergangenheit und Gegenwart
Die nach dem Zweiten Weltkrieg wegen Verfalls bereits entwidmete und gesperrte Kirche wird seit Beginn der 1990er Jahre wieder aufgebaut: Die Euphorie der Wiedervereinigung Deutschlands 1990 ermutigte die Rausdorfer, angeregt vom Kirchenkunstverein, sich für ihre bereits entwidmete Kirche starkzumachen. Nach baulichen Sicherungsarbeiten wurden Dach, Turm und Uhr instand gesetzt. Westfassade und der gesamte Innenraum erstrahlen bereits in neuem „alten“ Glanz. Über der Kanzel schwebt der alte barocke Stuckengel in gemalten Wolken.
Über der Sakristei war ursprünglich ein farbiges Bleiglasfenster. Nach dessen Zerstörung wurde die Öffnung in den 1970er Jahren zugemauert. Lange Zeit war es nun zu dunkel in der Kirche, ein Fenster sollte wieder her. Auf Grundlage eines Entwurfs von Catrin Schneider schuf Glasgestalter Wolfgang Funk aus Weida das neue Fenster: mit hellem Grün der Zuversicht, dem Blau des Himmels und symbolischen Sonnenstrahlen. Nun erfüllt es den Kirchenraum zu jeder Jahreszeit mit seinem eigenen Schein. Gestiftet hat das Fenster eine Familie aus Rausdorf.

## Orgel
Die Orgel auf der Ostempore musste der Kanzel über dem Altar weichen, die vorher an der Südseite stand. Die Orgel erhielt ihren Standort auf der Westempore. Sie hat 12 Register, verteilt auf 2 Manuale und ein Pedal. Geschaffen hat sie vermutlich Uhlstädts Orgelbauer Christian Sigismund Vogt um 1772. Stadtrodas Orgelbauer Ernst Poppe & Sohn disponierten sie 1887 und 1902 um.

## Varia

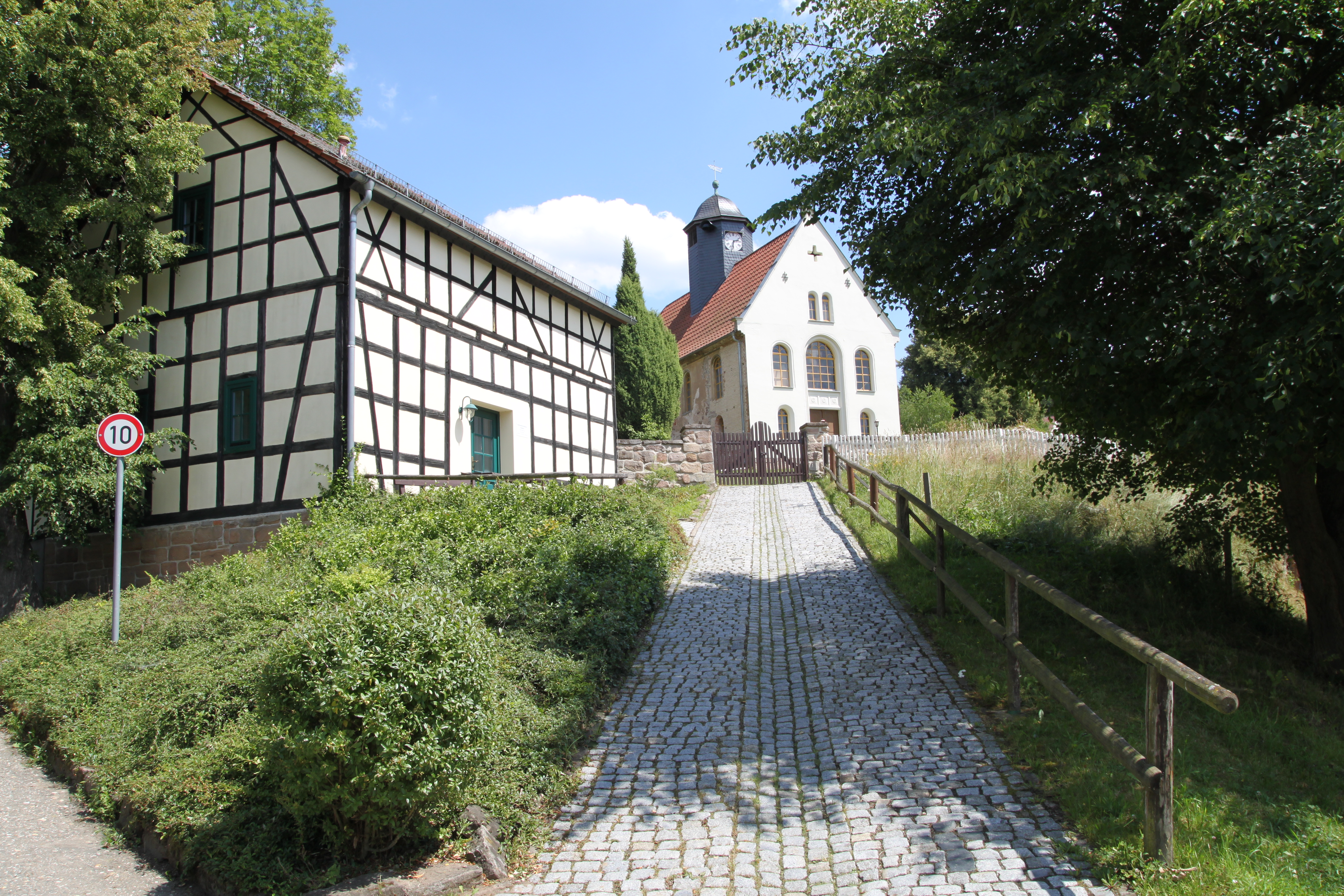
Gemeindehaus und Dorfkirche Gemeindehaus Rausdorf – die historisch-mechanische Kirchturmuhr wird täglich aufgezogen, damit die Kirchenglocke zur halben und zur vollen Stunde läuten kann

Tagein und tagaus schlägt die Kirchenglocke in Rausdorf zu jeder halben und jeder vollen Stunde und verkündet im Ort die aktuelle Zeit. Da der Glockenschlag immer noch von einer historisch-mechanischen Kirchturmuhr gesteuert wird, muss diese täglich aufgezogen werden. Solange es diese Uhr gibt, wird die Aufgabe des Aufziehens von Personen aus Rausdorf täglich erfüllt.